# Szolopna
Szolopna (szlovákul Slopná) község Szlovákiában, a Trencséni kerületben, a Vágbesztercei járásban.

## Fekvése
Vágbesztercétől 10 km-re délre, a Pruzsinka-patak bal partján fekszik.

## Története
1277-ben „possessio Szlopna” néven említik először. Kezdetben a trencséni váruradalom része volt. 1323-ban Demeter trencséni ispán Ogolics fiának: Tamásnak, a Szopolnay család ősének adja, ettől kezdve a helyi nemes Szopolnay család birtoka. A család Trencsén vármegye egyik legősibb családja. 1330-ban „Zolopna” néven írják. 1339-ben a falu már Kasza várának tartozéka. 1369-ben „Zlopna” alakban lelhető fel. Legnevezetesebb tagja az 1460-ban említett Szopolnay Gáspár (Caspar literatus de Zlopna), aki Mátyás király vitéze volt. Szolopnay Menyhért 1466-ban 800 forintot kap Mátyástól, hogy Tepla (a mai Trencsénteplic) birtokát a zálogból megváltsa és birtokul kapja. 1475-ben az oroszlánkői váruradalom része, ekkor „Slopna” néven említik a korabeli források. 1598-ban 31 ház állt a településen. 1720-ban 27 adózója volt. 1784-ben 64 házában 73 családban 397 lakos élt.
A 18. század végén Vályi András így ír róla: „SZLOPNA. Tót falu Trentsén Várm. földes Urai Gr. Königszeg, Ordódy, és több Uraságok, lakosai mind katolikusok, fekszik Vágvizéhez 1 1/2, Trentsénhez pedig 4 mértföldnyire. Nevezetesítették e’ helységet némelly benne született érdemes jó papi Hazafiak. Emlékezetet érdemelnek közzűlök néhai Kolarik, vagy Szlopnai Elek, vólt Piáristák’ Provinciálissa, született Szlopnán 1690, meghólt Debretzenben 1752-ben, minekutánna külömbféle érdemei által betses emlékezetet hagyott vólna maga után. Még sokkal inkább neveztesítette e’ helységet Fő Tiszt. Esztergomi Kánonok Fába Simon Úr, a’ ki is a’ vólt régi Szentegyház helyett, mellyet Ordódiak építtettek, itten tágasabb jeles Szentegyházat építtetett a’ maga kőltségén, a’ Lakosoknak munkabéli segedelmekkel, mellynek emlékezetére a’ Segrestyében ezeket olvashatni: D. O. M. sub Pio VI. Summo Pontifice, Francisco II. Rom. Imp. & Rege Hungariæ, Francisco Xaverio Fuchs, Episcopo Nitriensi, hoc loco vetere desolato Parochiali Templo diruto, solaque Turri servata, & elevata, novum istud amplius a fundamentis erectum, Aris, Cathedra, & Turris cuppula ornatum est anno 1796, gratuitis operis, & vecturis Populi Parochialis pure catholici, præcipue Szlopnensis: pia vero impensa SIMONIS FABA Canonici Strigoniensis. Qui anno 1731 Szlopnæ natus, anno 1763, nominatione Francisci Barkóczy Primatis, Sanctiori Collegio Metropolitanæ Ecclesiæ Strigoniensis adscriptus, ab eo statim tempore omnibus beneficentiæ studiis cœpit fovere charam Patriam, pauperes eognatos, & populares suos, speciatim adolescentes melioris spei & indolis. Quippe christianam educationem, non solum omnibus Nepotibus, & Neptibus suis dedit, verum eitam complures alios scholares pueros annuis subsidiis adjutos, partim utilibus artificiis, partim altioribus literarum disciplinis admovit. Ex quibus alii Statum Ecclesiasticum, alii Militarem, alii Politicum amplexi sunt; quidam etiamnum variis doctrinis excoluntur. Omnes quatuor ejus Nepotes in publicis jam officiis Regi, & Patriæ deserviunt. Mathias Faba fungiur munere Notarii Venerabilis Archi Capituli Strigoniensis; Stephanus vero Faba, Liberæ & Regiæ Civitatis Tyrnaviensis. Duo Milites; Josephus Faba Locumtenens, & Georgius, merent stipendia sub signis cæsareis in Equitatu Hungarico. Anno 1769. Familiam suam transtulit Szlopna in L. & R. Civitatem Trentsiniensem, inde vero anno 1793 in L. R. Civitatem Sancto-Georgiensem. Anno 1778. ab Eminentissimo Cardinali, & Primate Hungariæ Josepho a Batthyán, impetravit omnibus Familiæ suæ Gentilibus portionem curialem in Prædiali Possessione Zsitva-Gyarmat, Comitatu Barchiensi; anno 1791. ab Aug. Cæsare, & Rege Hungariæ LEOPOLDO II. Literas Armales, & Donationem Regiam Curiæ in Oppiod Récse Comitatu Posoniensi. Hæc magna vitæ, & Familiæ suæ commoda, sicut honoratus iste Sacerdos, & Municeps noster, uni & soli Deo bonorum omnium Largitori palam, & ubique in acceptis refert: ita in hac potissimum Sancta Baptismali Patriæ Ecclesia, ubi prima paternæ ejus providentiæ accepit dona, voluit exstare perpetuum pietatis suæ gratissimæ que in Supremum Numen voluntatis Testimonium. – Quæ gratia, & misericordia Dei, Civi nostro Canonico, & per eum toti Parœciæ collata, ut a nobis, sacraque posteritate dignis celebretur laudibus: ad sempiternam Sanctissimi Nominis ejus Gloriam, pro solatio, grataque Populi Szlopnensis memoria, pro exemplo, atque incitamento pauperis Juventutis ad amorem virtutis, & Literarum, collocandamque in divina providentia fiduciam, Antonius Sztraka, eo tempore Parochus Loci, hanc æream Tabulam in perenne monimentum affixit anno 1796. – Adgyon Isten az illyen Jóltévőnek hoszszú, és bóldog életet; a’ Hazának pedig több illy jó, tudós, és hasznos Férjfiakat! Lásd ezenkivűl felőle a’ maga életének leírását. Nevezetesíti továbbá e’ helységet Fő Tisz. Nyitrai Kánonok Schaffarovich Antal Úr, a’ ki is született Szlopnán 1741-dikben, ’s külömbféle jeles viseltt dolgai, és érdemei után 1797-dikben mostani tisztes hivatalába tétetett. E’ helységnek Szentegyháza egy kies halmon épűlt, ’s Sz. András Apostolnak emlékezetére szenteltetett. Lakosai szorgalmatosak, ’s leginkább a’ földmíveléssel, méhekkel, kertekkel, és marháknak nevelésével foglalatoskodnak, szilva pályinkát is égetnek; határja középszerű, mint külömbféle vagyonnyai.”
1828-ban 52 háza és 477 lakosa volt, akik főként mezőgazdasággal és erdei munkákkal foglalkoztak.
Fényes Elek 1851-ben kiadott geográfiai szótárában így ír a faluról: „Szlopna, tót falu, Trencsén vmegyében, Domanistól délre 1 1/2 óra: 453 kath., 5 zsidó lak. Kath. paroch. templom, egy kies dombon. Kastély. Tehenészet. Derék majorság. Pálinka főzőház. Méhtenyésztés. Szép gyümölcsös kertek. F. u. Ordódy József. Ut. p. Trencsén.”
A trianoni békéig Trencsén vármegye Illavai járásához tartozott.

## Népessége
| Év:            | 1994. | 2004.   | 2014.   | 2024.   |
| -------------- | ----- | ------- | ------- | ------- |
| Emberek száma: | 509   | 491     | 477     | 496     |
| Eltérés:       |       | -3,53 % | -2,85 % | +3,98 % |

| Év:            | 2023. | 2024.   |
| -------------- | ----- | ------- |
| Emberek száma: | 495   | 496     |
| Eltérés:       |       | +0,20 % |

1910-ben 346, túlnyomórészt szlovák lakosa volt.
2001-ben 475 lakosából 474 szlovák volt.
2001-ben 478 lakosából 476 szlovák volt.

## Neves személyek
- Itt született 1731-ben Fába Simon esztergomi főegyházmegyei prépost-kanonok, költő.

## Nevezetességei
- A plébánia épülete 1757-ben épült barokk stílusban.
- Szent András apostol tiszteletére szentelt római katolikus temploma 1793 és 1797 között épült.

## Külső hivatkozások
- Hivatalos oldal
- E-obce.sk Archiválva 2009. augusztus 3-i dátummal a Wayback Machine-ben
- Községinfó
- Szolopna Szlovákia térképén